# Georgiana Hare-Naylor

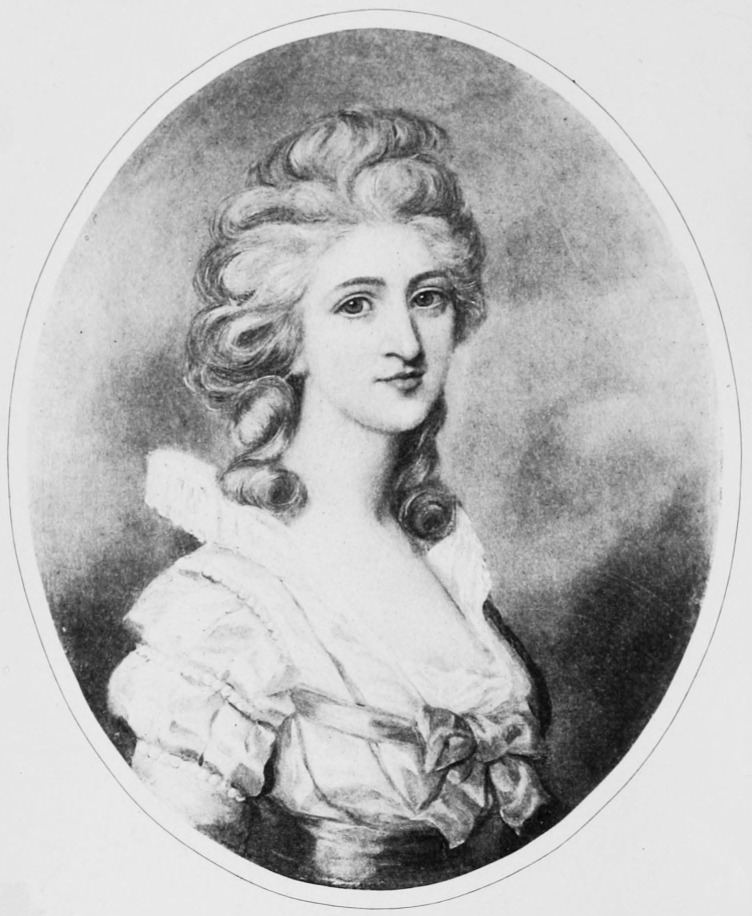
Georgiana Hare-Naylor, 1780

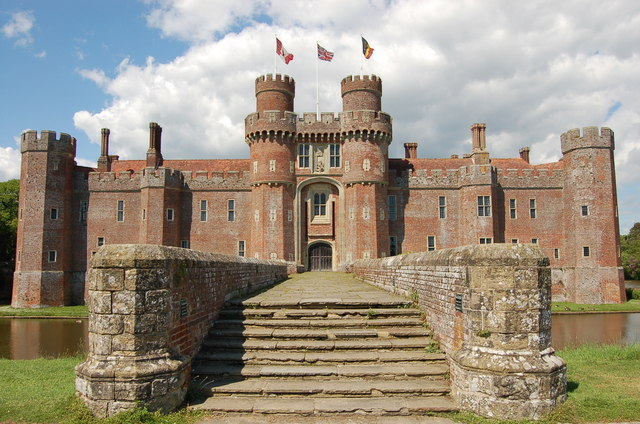
Herstmonceux Castle, 2007

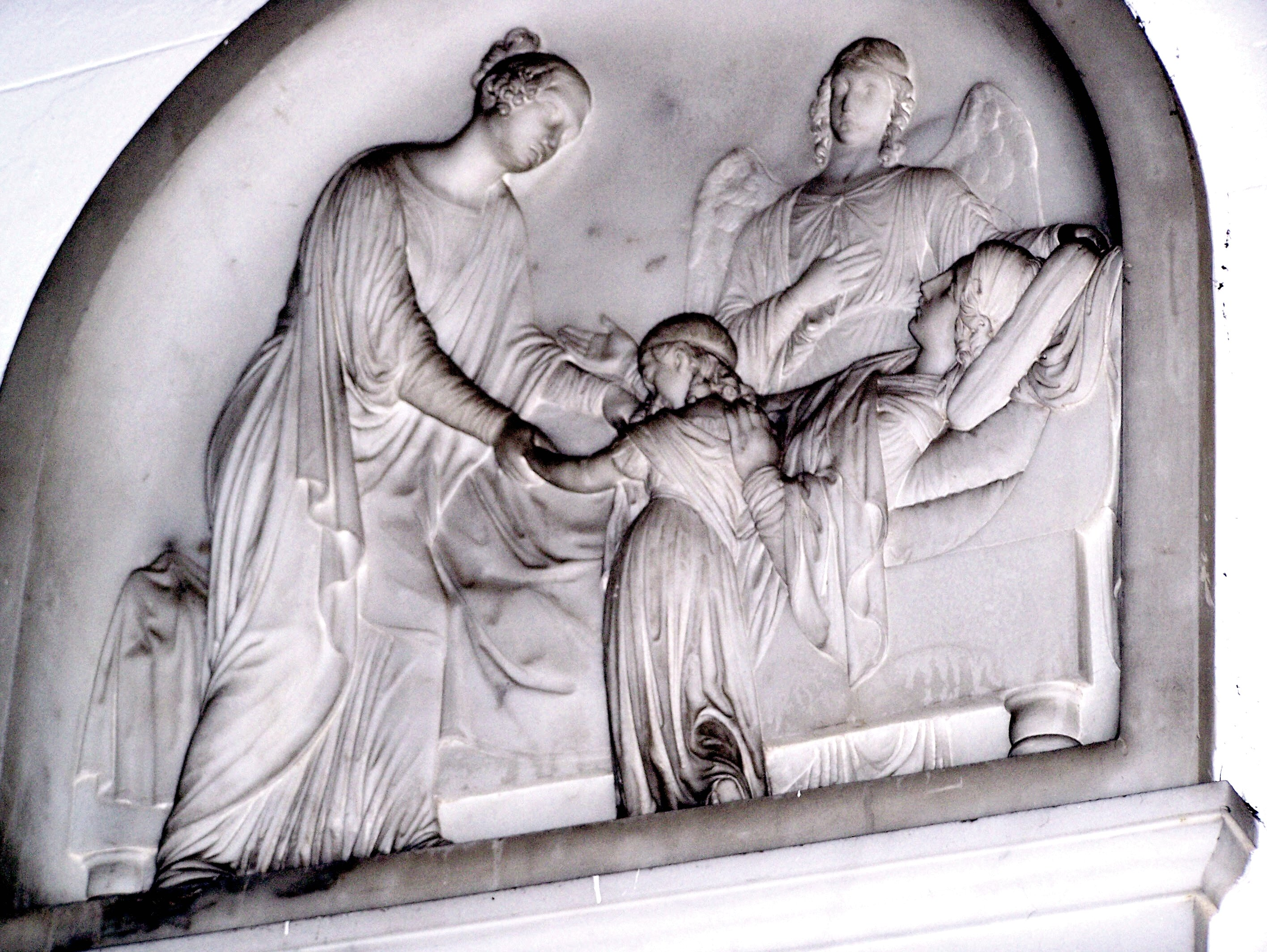
Gedenkstätte für Georgiana Hare-Naylor in Herstmonceux, einem Schüler von Bertel Thorvaldsen zugeschrieben, 1834

Georgiana Hare-Naylor, geborene Georgiana Shipley (* ca. 1755 in St Asaph; † 6. April 1806 in Lausanne) war eine britische Malerin und Kunstmäzenin.

## Leben
Georgiana wurde 1752 in St Asaph als vierte von fünf Töchtern von Anna Maria, geborene Mordaunt, und Jonathan Shipley, damals Kanoniker an der Christ Church in Oxford und später Bischof von Llandaff und of St Asaph geboren. Georgiana wird gebildet und ausgezeichnet in Latein überliefert. Sie lernte die Malerei im Atelier von Joshua Reynolds und stellte 1781 in der Royal Academy of Arts in London aus.
Sie war ein paar Jahre älter als ihre Cousine und Namensvetterin Georgiana Spencer, später Georgiana Cavendish, Duchess of Devonshire. Die Herzogin stellte ihr Francis Hare-Naylor vor, den ihr Vater widerwillig nach Twyford House einlud. Am folgenden Tag wurde der junge Mann wegen Schulden verhaftet, während er mit Georgiana und ihren Eltern in der Kutsche des Bischofs fuhr. Als Hare-Naylor ihn trotzdem akzeptiert, war eine Leibrente von £200 durch die Herzogin nötig, damit das Paar heiraten konnte.
Das Ehepaar reiste zunächst nach Karlsruhe und dann nach Norditalien.  Hare-Naylor widmete sich der Malerei und sie ließen sich in Bologna nieder, wo sie eine Freundschaft mit Clotilde Tambroni, Professorin für Altgriechisch an der dortigen Universität, aufbaute. Georgiana soll dann ebenfalls fließend Griechisch gesprochen haben, was sie auch ihren Kindern beibrachte. Das Ehepaar Hare-Naylor hatte vier Söhne, Francis,  Augustus (dessen Neffe die Geschichte seiner Großtante überliefert hat), Julius und Marcus, die alle in Italien geboren wurden. Ihre einzige Tochter, Anna Maria Clementina, wurde nach Hare-Naylors älterer Schwester benannt.
1792 beauftragte sie den Maler und Bildhauer John Flaxman, Illustrationen zu Homers Büchern Ilias und Odyssee zu schaffen. Flaxmans Schwester war die Künstlerin Maria Flaxman, die auch die Gouvernante der Hare-Naylor-Kinder war.
Im Jahr 1797 starb ihr Schwiegervater und die Hare-Naylors machten sich auf den Weg nach England und ließen drei ihrer Kinder in der Obhut von Tambroni und Pater Emmanuele Aponte, einem spanischen Jesuitenpater, zurück. Sie ernannten Giuseppe Mezzofanti zum Hauslehrer ihres ältesten Sohnes. Dies wurde als eine seltsame Entscheidung angesehen, aber Georgiana folgte ihrem eigenen Rat und ihr Ältester schrieb seine Liebe zum Lernen der Zeit zu, die er mit diesem Gelehrten verbrachte.
Die Hare-Naylors ließen sich auf Herstmonceux Castle nieder, wurden aber von finanziellen Problemen geplagt. Francis Hare-Naylor machte sich mit seinen demokratischen Prinzipien, eine Baronatswürde lehnte er ab. Ab 1799, als die Hare-Naylors ihre Kinder nachkommen ließen, wurde das Leben zu einem finanziellen Kampf, der die Unterstützung ihrer älteren, inzwischen verwitweten Schwester Lady Anna Maria Jones erforderte. 1803 begann Hare-Naylor eine große Serie von Bildern, die das Schloss so darstellten, wie es vor den Zerstörungen ausgesehen hatte. Sie beendete ihre Arbeit, verlor dann aber ihr Augenlicht. Im folgenden Jahr gingen die Hare-Naylors nach Weimar, wo die regierende Herzogin Anna Amalia  ein gutes Verhältnis zur Familie hatte. Hare-Naylor konnte die Gesellschaft führender Gelehrter, darunter Schiller und Goethe, genießen, aber ihre Gesundheit war angeschlagen.
Am Ostersonntag 1806 starb Georgiana Hare-Naylor in Lausanne, nachdem sie ihre Kinder der Obhut von Lady Jones anvertraut hatte. Ihr Mann kehrte nie mehr nach Herstmonceux zurück. 1807 verkaufte er das Anwesen. Es gibt ein Denkmal für sie in Herstmonceux, das sie auf dem Sterbebett zeigt, wie sie ihre einzige Tochter, Anna Maria Clementina, damals etwa sieben Jahre alt, ihrer Schwester übergibt.